# Jolly Kramer-Johansen
Jolly Kramer-Johansen, född Jolly Henry Johansen 7 maj 1902 i Torshov i Oslo, Norge, död 17 september 1968 i Bærum, Norge, var en norsk kompositör, textförfattare, sångare och musiker (piano, saxofon och cello).
Kramer-Johansen inledde sin bana som musiker i 19-årsåldern när han engagerdes som musiker och sångare vid olika kafé- och restaurangorkestrar, under en period var han medlem i sångtrion Singing Players. Han bedrev ett nära samarbete med vännen och diktaren Arne Paasche Aasen, och tonsatte många av hans texter. Han var med om att grunda NOPA Forening for norske komponister 1937. Hans bidrag "Karusell" blev det vinnande bidraget i Norsk Melodi Grand Prix 1965. En byst av Kramer-Johansen skapad av hans son skådespelaren och konstnären Willy Kramer-Johansen, avtäcktes i Torshovparken Oslo 2002.

## Filmmusik i urval
- 1938 – Det drønner gjennom dalen
- 1938 – Eli Sjursdotter
- 1939 – Familien på Borgan
- 1939 – Gryr i Norden
- 1939 – De värnlösa
- 1940 – Vildmarkens sång
- 1940 – Tante Pose
- 1940 – Tørres Snørtevold
- 1941 – Hansen og Hansen
- 1941 – Den forsvundne pølsemaker
- 1941 – Den kärleken, den kärleken!
- 1942 – Den farlige leken
- 1942 – Jeg drepte!
- 1942 – Herre med mustasch
- 1942 – Det æ'kke te å tru
- 1943 – Vigdis
- 1943 – Sangen til livet
- 1946 – Et spøkelse forelsker seg
- 1947 – 5 år – som vi så dem
- 1958 – Bustenskjold
- 1959 – Vår egen tid
- 1961 – Hans Nielsen Hauge